# Vogelschutzgebiet 'Möhnesee'
Vogelschutzgebiet 'Möhnesee' este o arie protejată (arie de protecție specială avifaunistică — SPA) din Germania întinsă pe o suprafață de 1.188,83 ha, integral pe uscat.

## Localizare
Centrul sitului Vogelschutzgebiet 'Möhnesee' este situat la coordonatele 51°28′52″N 8°04′16″E / 51.4811°N 8.0711°E.

## Înființare
Situl Vogelschutzgebiet 'Möhnesee' a fost declarat arie de protecție specială avifaunistică în septembrie 1983 pentru a proteja 15 specii de animale.

## Biodiversitate
Situată în ecoregiunea continentală, aria protejată nu include niciun habitat protejat.
La baza desemnării sitului se află mai multe specii protejate de  păsări (15): pescăruș albastru (Alcedo atthis), rață sulițar (Anas acuta), rață lingurar (Anas clypeata), rață mică (Anas crecca crecca), rață-cu-cap-castaniu (Aythya ferina), Bucephala clangula, egretă mare (Casmerodius albus albus), barză neagră (Ciconia nigra), lebădă de iarnă (Cygnus cygnus), ciocănitoarea de stejar (Dendrocopos medius), ferestraș mic (Mergus albellus), Mergus merganser merganser, gaia roșie (Milvus milvus), vultur pescar (Pandion haliaetus), Tachybaptus ruficollis ruficollis.